# Bukit Selanjut
Bukit Selanjut is een bestuurslaag in het regentschap Indragiri Hulu van de provincie Riau, Indonesië. Bukit Selanjut telt 1214 inwoners (volkstelling 2010).